# Filmografia Nicole Kidman

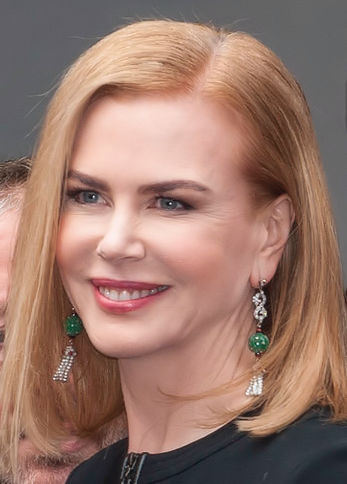
Kidman na 65. Międzynarodowym Festiwalu Filmowym w Berlinie (2015)

Filmografia Nicole Kidman – filmografia australijsko-amerykańskiej aktorki i producentki filmowej Nicole Kidman. Lista obejmuje jej występy w filmach, serialach telewizyjnych i teledyskach.
|   | Oczekuje na premierę   |
| A | Aktorka                |
| P | Producentka            |
| W | Producentka wykonawcza |

## Filmy

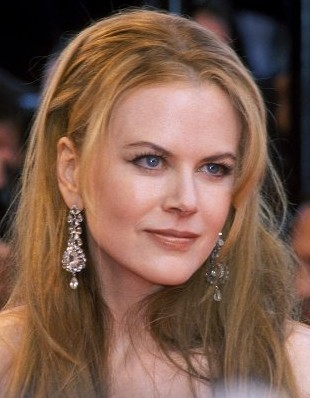
Kidman podczas premiery Moulin Rouge! na 54. Międzynarodowym Festiwalu Filmowym w Cannes (2001)

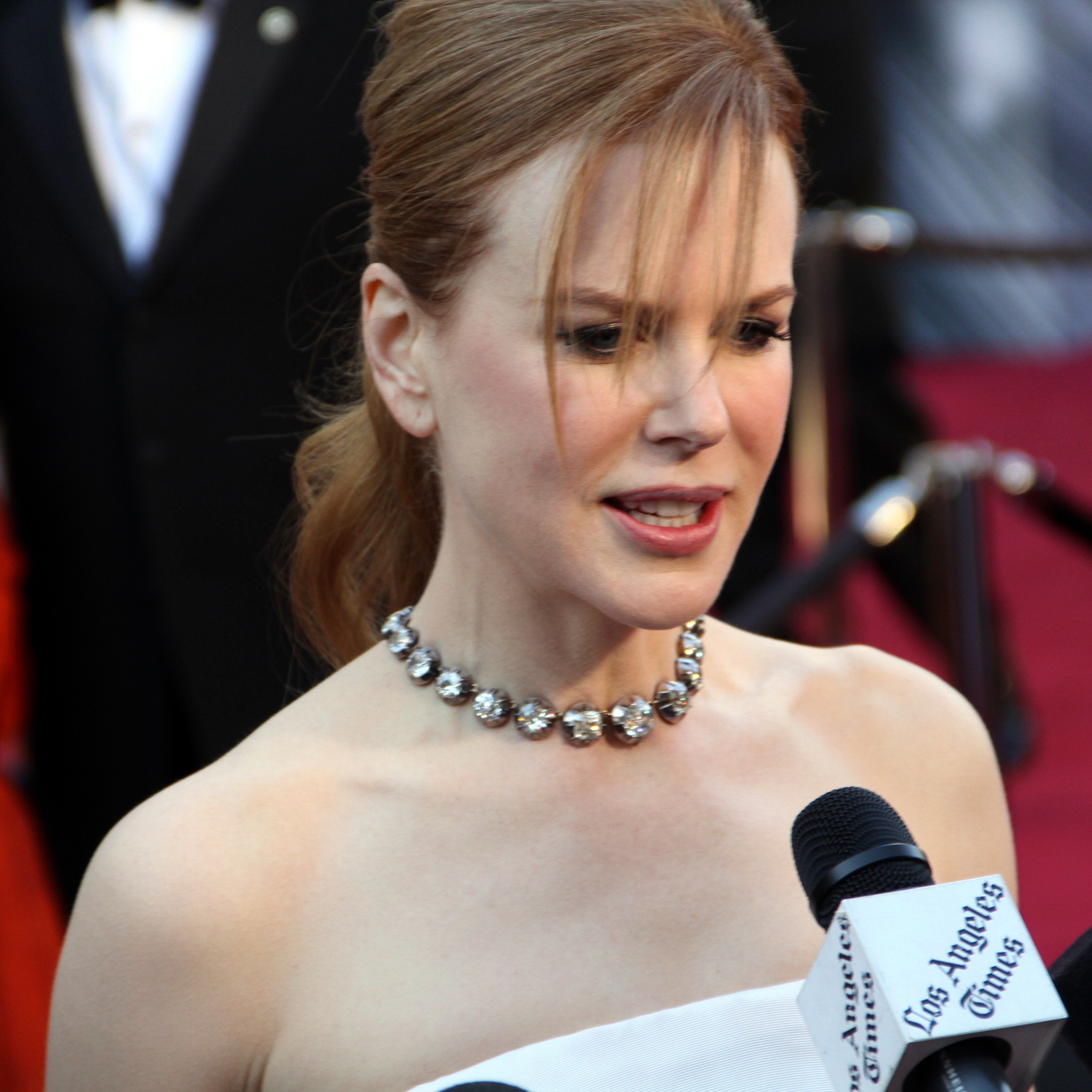
Kidman podczas 83. ceremonii wręczenia Oscarów (2011)

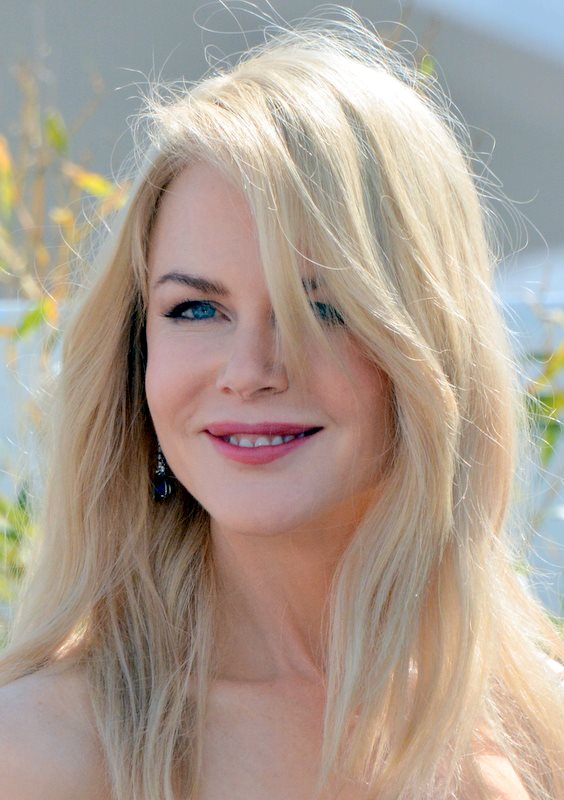
Kidman podczas 70. Międzynarodowego Festiwalu Filmowego w Cannes (2017)

| Rok  | Tytuł                                      | Profesje | Profesje | Rola                      | Dodatkowe informacje                 | Źr.    |
| Rok  | Tytuł                                      | A        | P        | Rola                      | Dodatkowe informacje                 | Źr.    |
| ---- | ------------------------------------------ | -------- | -------- | ------------------------- | ------------------------------------ | ------ |
| 1983 | Bush Christmas                             | Tak      |          | Helen Thompson            |                                      | [ 1 ]  |
| 1983 | Bandyci kontra BMX                         | Tak      |          | Judy                      |                                      | [ 2 ]  |
| 1984 | Skin Deep                                  | Tak      |          | Sheena Henderson          | film telewizyjny                     | [ 3 ]  |
| 1984 | Matthew i syn                              | Tak      |          | Bridget Elliot            | film telewizyjny                     | [ 3 ]  |
| 1985 | Wills & Burke                              | Tak      |          | Julia Matthews            |                                      | [ 4 ]  |
| 1985 | Przygoda Archera                           | Tak      |          | Catherine                 | film telewizyjny                     | [ 5 ]  |
| 1986 | Windrider                                  | Tak      |          | Jade                      |                                      | [ 6 ]  |
| 1987 | The Bit Part                               | Tak      |          | Mary McAllister           |                                      | [ 7 ]  |
| 1987 | Un’ Australiana a Roma                     | Tak      |          | Jill                      | film telewizyjny                     | [ 8 ]  |
| 1988 | Królowie nocy                              | Tak      |          | Amy Gabriel               | film telewizyjny                     | [ 9 ]  |
| 1988 | Emerald City                               | Tak      |          | Helen Davey               |                                      | [ 10 ] |
| 1989 | Martwa cisza                               | Tak      |          | Rae Ingram                |                                      | [ 11 ] |
| 1990 | Szybki jak błyskawica                      | Tak      |          | Claire Lewicki            |                                      | [ 12 ] |
| 1991 | Randka na przerwie                         | Tak      |          | Nicola Radcliffe          |                                      | [ 13 ] |
| 1991 | Billy Bathgate                             | Tak      |          | Drew Preston              |                                      | [ 14 ] |
| 1992 | Za horyzontem                              | Tak      |          | Shannon Christie          |                                      | [ 15 ] |
| 1993 | Pełnia zła                                 | Tak      |          | Tracy Safian              |                                      | [ 16 ] |
| 1993 | Gra o życie                                | Tak      |          | Gail Jones                |                                      | [ 17 ] |
| 1995 | Batman Forever                             | Tak      |          | Chase Meridian            |                                      | [ 18 ] |
| 1995 | Za wszelką cenę                            | Tak      |          | Suzanne Stone Maretto     |                                      | [ 19 ] |
| 1996 | Portret damy                               | Tak      |          | Isabel Archer             |                                      | [ 20 ] |
| 1997 | Peacemaker                                 | Tak      |          | Julia Kelly               |                                      | [ 21 ] |
| 1998 | Totalna magia                              | Tak      |          | Gillian Owens             |                                      | [ 22 ] |
| 1999 | Oczy szeroko zamknięte                     | Tak      |          | Alice Harford             |                                      | [ 23 ] |
| 2001 | Moulin Rouge!                              | Tak      |          | Satine                    |                                      | [ 24 ] |
| 2001 | Inni                                       | Tak      |          | Grace Stewart             |                                      | [ 25 ] |
| 2001 | Dziewczyna na urodziny                     | Tak      |          | Nadia / Sophia            |                                      | [ 26 ] |
| 2002 | Godziny                                    | Tak      |          | Virginia Woolf            |                                      | [ 24 ] |
| 2002 | Azyl                                       | Tak      |          | dziewczyna Stephena       | tylko głos; niewymieniona w napisach | [ 27 ] |
| 2003 | Dogville                                   | Tak      |          | Grace Margaret Mulligan   |                                      | [ 28 ] |
| 2003 | Tatuaż                                     |          | Tak      | —                         |                                      | [ 29 ] |
| 2003 | Piętno                                     | Tak      |          | Faunia Farley             |                                      | [ 30 ] |
| 2003 | Wzgórze nadziei                            | Tak      |          | Ada Monroe                |                                      | [ 31 ] |
| 2004 | Żony ze Stepford                           | Tak      |          | Joanna Eberhart           |                                      | [ 32 ] |
| 2004 | Narodziny                                  | Tak      |          | Anna                      |                                      | [ 33 ] |
| 2004 | No. 5 the Film                             | Tak      |          | ona sama                  | film krótkometrażowy                 | [ 34 ] |
| 2005 | Tłumaczka                                  | Tak      |          | Silvia Broome             |                                      | [ 35 ] |
| 2005 | Czarownica                                 | Tak      |          | Isabel Bigelow / Samantha |                                      | [ 36 ] |
| 2006 | Futro. Portret wyobrażony Diane Arbus      | Tak      |          | Diane Arbus               |                                      | [ 37 ] |
| 2006 | Happy Feet: Tupot małych stóp              | Tak      |          | Norma Jean                | dubbing                              | [ 38 ] |
| 2007 | Inwazja                                    | Tak      |          | Carol Bennell             |                                      | [ 39 ] |
| 2007 | Margot jedzie na ślub                      | Tak      |          | Margot                    |                                      | [ 40 ] |
| 2007 | Złoty kompas                               | Tak      |          | Marisa Coulter            |                                      | [ 41 ] |
| 2008 | Australia                                  | Tak      |          | Sarah Ashley              |                                      | [ 42 ] |
| 2009 | Dziewięć                                   | Tak      |          | Claudia Jenssen           |                                      | [ 43 ] |
| 2010 | Między światami                            | Tak      | Tak      | Becca Corbett             |                                      | [ 44 ] |
| 2011 | Żona na niby                               | Tak      |          | Devlin Adams              |                                      | [ 45 ] |
| 2011 | Monte Carlo                                |          | Tak      | —                         |                                      | [ 29 ] |
| 2011 | Anatomia strachu                           | Tak      |          | Sarah Miller              |                                      | [ 46 ] |
| 2012 | Pokusa                                     | Tak      |          | Charlotte Bless           |                                      | [ 47 ] |
| 2012 | Hemingway i Gellhorn                       | Tak      |          | Martha Gellhorn           | film telewizyjny                     | [ 48 ] |
| 2013 | Stoker                                     | Tak      |          | Evelyn Stoker             |                                      | [ 49 ] |
| 2013 | Droga do zapomnienia                       | Tak      |          | Patti Lomax               |                                      | [ 50 ] |
| 2014 | Grace księżna Monako                       | Tak      |          | Grace Kelly               |                                      | [ 51 ] |
| 2014 | Zanim zasnę                                | Tak      |          | Christine Lucas           |                                      | [ 52 ] |
| 2014 | Witam panie: Film                          | Tak      |          | ona sama                  | film telewizyjny                     | [ 53 ] |
| 2014 | Paddington                                 | Tak      |          | Millicent Clyde           |                                      | [ 54 ] |
| 2015 | Na skraju klifu                            | Tak      |          | Catherine Parker          |                                      | [ 55 ] |
| 2015 | Królowa pustyni                            | Tak      |          | Gertrude Bell             |                                      | [ 56 ] |
| 2015 | Rodzina Fangów                             | Tak      | Tak      | Annie Fang                |                                      | [ 57 ] |
| 2015 | Sekret w ich oczach                        | Tak      |          | Claire Sloane             |                                      | [ 58 ] |
| 2016 | Geniusz                                    | Tak      |          | Aline Bernstein           |                                      | [ 59 ] |
| 2016 | Lion. Droga do domu                        | Tak      |          | Sue Brierley              |                                      | [ 60 ] |
| 2017 | Jak rozmawiać z dziewczynami na prywatkach | Tak      |          | Królowa Boadicea          |                                      | [ 61 ] |
| 2017 | Zabicie świętego jelenia                   | Tak      |          | Anna Murphy               |                                      | [ 62 ] |
| 2017 | Na pokuszenie                              | Tak      |          | Martha Farnsworth         |                                      | [ 63 ] |
| 2017 | Opiekuńczy bracia                          | Tak      |          | Luli                      | dubbing w wersji anglojęzycznej      | [ 64 ] |
| 2017 | Spragnieni życia                           | Tak      |          | Yvonne Pendleton          |                                      | [ 65 ] |
| 2017 | Great Performers: Horror Show              | Tak      |          | opętana                   | film krótkometrażowy                 | [ 66 ] |
| 2018 | Niszczycielka                              | Tak      |          | Erin Bell                 |                                      | [ 67 ] |
| 2018 | Wymazać siebie                             | Tak      |          | Nancy Eamons              |                                      | [ 68 ] |
| 2018 | Aquaman                                    | Tak      |          | Królowa Atlanna           |                                      | [ 69 ] |
| 2019 | Szczygieł                                  | Tak      |          | Samantha Barbour          |                                      | [ 70 ] |
| 2019 | Gorący temat                               | Tak      |          | Gretchen Carlson          |                                      | [ 71 ] |
| 2020 | Bal                                        | Tak      |          | Angie Dickinson           |                                      | [ 72 ] |
| 2021 | Lucy i Desi                                | Tak      |          | Lucille Ball              |                                      | [ 73 ] |
| 2022 | Wiking                                     | Tak      |          | Królowa Gudrún            |                                      | [ 74 ] |
| 2023 | Aquaman i Zaginione Królestwo              | Tak      |          | Królowa Atlanna           |                                      | [ 75 ] |
| 2024 | Sprawa rodzinna                            | Tak      |          | Brooke Harwood            |                                      | [ 76 ] |
| 2024 | Babygirl                                   | Tak      |          | Romy Mathis               |                                      | [ 77 ] |
| 2024 | Zaklęci                                    | Tak      |          | Królowa Ellsmere          | dubbing                              | [ 78 ] |
| 2025 | Holland                                    | Tak      | Tak      | Nancy Vandergroot         |                                      | [ 79 ] |
| 2026 | Practical Magic 2                          | Tak      | Tak      | Gillian Owens             |                                      | [ 80 ] |

## Seriale telewizyjne
| Rok          | Tytuł                         | Profesje | Profesje | Rola                   | Stacja / platforma | Dodatkowe informacje                                              | Źr.           |
| Rok          | Tytuł                         | A        | W        | Rola                   | Stacja / platforma | Dodatkowe informacje                                              | Źr.           |
| ------------ | ----------------------------- | -------- | -------- | ---------------------- | ------------------ | ----------------------------------------------------------------- | ------------- |
| 1983         | Chase Through the Night       | Tak      |          | Petra                  | ABC                | miniserial; 5 odcinków                                            | [ 81 ]        |
| 1984         | A Country Practice            | Tak      |          | Simone Jenkins         | Seven Network      | 2 odcinki                                                         | [ 3 ]         |
| 1985         | Five Mile Creek               | Tak      |          | Annie                  | Seven Network      | 12 odcinków                                                       | [ 82 ]        |
| 1985         | Winners                       | Tak      |          | Carol Trig             | Network 10         | odcinek „Room to Move”                                            | [ 83 ] [ 84 ] |
| 1987         | Wietnam                       | Tak      |          | Megan Goddard          | Network 10         | miniserial; 5 odcinków                                            | [ 85 ]        |
| 1989         | Bangkok Hilton                | Tak      |          | Katrina Stanton        | Network 10         | miniserial; 3 odcinki                                             | [ 86 ]        |
| 1993         | Saturday Night Live           | Tak      |          | prowadząca             | NBC                | odcinek „Nicole Kidman / Stone Temple Pilots”                     | [ 87 ]        |
| 2011         | Ulica Sezamkowa               | Tak      |          | ona sama               | PBS                | odcinek „Super Maria”                                             | [ 88 ]        |
| 2017–2019    | Wielkie kłamstewka            | Tak      | Tak      | Celeste Wright         | HBO                | 14 odcinków                                                       | [ 89 ]        |
| 2017         | Tajemnice Laketop: China Girl | Tak      |          | Julia Edwards          | BBC UKTV/BBC Two   | 6 odcinków                                                        | [ 90 ]        |
| 2020         | Od nowa                       | Tak      | Tak      | Grace Fraser           | HBO                | miniserial; 6 odcinków                                            | [ 91 ]        |
| 2021–obecnie | Dziewięcioro nieznajomych     | Tak      | Tak      | Masha Dmitrichenko     | Hulu               | 16 odcinków                                                       | [ 92 ]        |
| 2022         | Ryk                           | Tak      | Tak      | Robin                  | Apple TV+          | odcinek „Kobieta, która zjadała fotografie”                       | [ 93 ]        |
| 2023         | Miłość i śmierć               |          | Tak      | —                      | HBO Max            | miniserial                                                        | [ 94 ]        |
| 2023–2024    | Special Ops: Lioness          | Tak      | Tak      | Kaitlyn Meade          | Paramount+         | 16 odcinków                                                       | [ 95 ]        |
| 2023         | Faraway Downs                 | Tak      |          | Sarah Ashley           | Hulu               | rozszerzona wersja filmu Australia (2008); miniserial; 6 odcinków | [ 96 ]        |
| 2024         | Ekspatki                      | Tak      | Tak      | Margaret Woo           | Amazon Prime Video | miniserial; 6 odcinków                                            | [ 97 ]        |
| 2024         | Para idealna                  | Tak      | Tak      | Greer Garrison Winbury | Netflix            | miniserial; 6 odcinków                                            | [ 98 ]        |
| 2025         | The Last Anniversary          |          | Tak      | —                      | Binge              |                                                                   | [ 99 ]        |
| TBA          | Scarpetta                     | Tak      | Tak      | Kay Scarpetta          | Amazon Prime Video |                                                                   | [ 100 ]       |
| TBA          | Margo’s Got Money Troubles    | Tak      | Tak      | TBA                    | Apple TV+          |                                                                   | [ 101 ]       |

## Teledyski
| Rok  | Tytuł               | Wykonawcy                       | Źr.     |
| ---- | ------------------- | ------------------------------- | ------- |
| 1983 | „Bop Girl”          | Pat Wilson                      | [ 102 ] |
| 1983 | „Where They Belong” | Moving Pictures                 | [ 103 ] |
| 2001 | „Somethin’ Stupid”  | Robbie Williams i Nicole Kidman | [ 104 ] |